# Szo Thedzsi
Szo Thedzsi (hangul: 서태지, RR: Seo Taiji; eredeti nevén Csong Hjoncshol (hangul: 정현철, handzsa: 鄭鉉哲, RR: Jeong Hyeon-cheol) 1972. február 21. –) dél-koreai zenész, énekes és dalszerző. A modern koreai popzene megalapítójának tartják, aki zenéjével óriási hatást gyakorolt a dél-koreai populáris kultúrára, megalkotva a mai K-pop-dalok sikerformátumát, amit azóta is követ a popipar Koreában.

## Élete és pályafutása
Csong Hjoncshol zenei pályafutása már tinédzserkorában elkezdődött, több együttesben is játszott, 1990-ben Dél-Korea első heavy metal együttesének, a Sinawe-nek lett tagja, ami azonban egy évvel később feloszlott. Csong az együttesbe való belépése előtt otthagyta a középiskolát, mert úgy vélte, a dél-koreai oktatási rendszer „manipulálja és elrontja” a fiatalokat.

### Seo Taiji & Boys
A Sinawe 1991-es feloszlása után stílust váltott és megalakította a Seo Tai-ji & Boys (서태지와 아이들, Szothedzsiva aidul) nevű együttest I Dzsunóval (이주노) és Jang Hjonszokkal (양현석). 1992-es bemutatkozásukat a koreai popzene fordulópontjaként tartják számon. A trió az MBC csatorna tehetségkutató műsorában debütált 난 알아요 (Nan arajo, Tudom) című dalukkal, és a legkevesebb pontot kapták a zsűritől. A dal – és az azonos című album – a műsoron kívül azonban óriási sikert aratott, és az MTV Iggy megfogalmazása szerint az együttes „mindörökre megváltoztatta a K-popot”. Fülbemászó dallamokat kombináltak emlékezetes, a társadalom problémáit boncolgató rapszövegekkel, nekik tulajdonítják a modern koreai popdalok alapformátumának kifejlesztését. A Seo Taiji & Boys nyomdokain indultak el az első hiphop és R&B-előadók, mint a Deux duó, a Jinusean, a 1TYM és Drunken Tiger.
A Seo Taiji & Boys albumok hangzása folyamatosan változott. Az első album a dance-pop műfajához állt közel, később azonban olyan műfajokkal is kísérleteztek, mint a rock, a heavy metal, az Indusztriális zene vagy a hardcore. Második albumuk címadó kislemeze, a Hajoga (하여가, Akárhogyan) a hagyományos koreai fúvós hangszert, a (태평소) thephjongszót is felvonultatta.
A Kjosil idea (교실 이데아, Classroom Idea) című dalban Szo nyíltan kritizálta a dél-koreai oktatási rendszert, agymosással vádolva meg az iskolákat, ami miatt éles kritikákat kaptak és többször is megvádolták őket a „fiatalság megrontásával” és azzal, hogy sátánista üzeneteket rejtenek a dalaikba.
Szo Thedzsi 1996-ban az együttes feloszlatása mellett döntött, majd két évre New Yorkba költözött. Együttesbeli csapattársa, Jang Hjonszok 1996-ban megalapította a YG Entertainment kiadóvállalatot és producer lett.

### Szólókarrierje
Szo 1998-ban szólóalbummal tért vissza, mely a Seo Taiji címet viselte. 2000-ben jelent meg második szólólemeze, az Ultramania című metalalbum, aminek dalai igen népszerűek lettek. 2004-ben Seotaiji 7th Issue, 2009-ben pedig Seotaiji 8th Atomos címmel jelent meg lemeze.

## Magánélete
Szo Thedzsi 1997-ben titokban vette feleségül I Dzsia (이지아) színésznőt, akivel 2006-ban különváltak, majd 2009-ben hivatalosan is elváltak. Házasságukat végig titokban tudták tartani, csak 2011-ben ismerték el a nyilvánosság előtt.